# Mikhampur
Mikhampur – gaun wikas samiti w środkowej części Nepalu w strefie Narajani w dystrykcie Parsa. Według nepalskiego spisu powszechnego z 2001 roku liczył on 601 gospodarstw domowych i 3726 mieszkańców (1848 kobiet i 1878 mężczyzn).